# ドゥナン
ドゥナン（Denain）は、フランス、オー＝ド＝フランス地域圏、ノール県のコミューン。

## 地理
ヴァランシエンヌの南西約10km、ブリュッセルから45分の距離にある。A2、国道45号線、フランス国鉄の駅、スヘルデ川に接続する大運河がコミューン内にある。1712年、スペイン継承戦争でフランス軍とオーストリア・オランダ同盟軍がこの場所で戦った（ドゥナの戦い）。

## 経済
1980年代初頭の鉄鋼不況がドゥナンの経済危機をもたらした。現在も不景気が続いている。課税世帯は全体の27%で、失業率は31%にのぼる。2010年、ドゥナンは経済情報サイト、ジュルナル・デュ・ネ（fr）において、フランス国内最貧コミューンとされた。

## 人口統計
| 1962年 | 1968年 | 1975年 | 1982年 | 1990年 | 1999年 | 2006年 |
| ------ | ------ | ------ | ------ | ------ | ------ | ------ |
| 29 467 | 27 973 | 26 204 | 21 825 | 19 544 | 20 354 | 20 339 |

参照元:1968年以降Insee ·  · 

## 姉妹都市
- メテット、ベルギー